# Принцеса троянд
Принцеса троянд (італ. La principessa delle rose) — політико-фантастичний роман Луїджи Мотти.
Написаний три роки по тому після романів Мотти про «майбутню війну», про необхідність європейського переозброєння та «жовтої небезпеки», завершується в XXI столітті й описує період від переддня Першої світової війни до розгортання збройного конфлікту зі зброєю майбутнього азійської конфедерації проти Західного світу.
Роман є одним з основних творів Мотти, який вважався одним з попередників італійської фантастичної політика початку ХХ століття.
Результатом стала поява коміксів у 1941-42 роках.

## Похідні твори
На основі роману Мотти Паоло Лоренціні (під псевдонімом Коллоді Ніпоте) та ілюстратор Фердінандо Вічі випустили комікс «Війна континентів», у журналі «L'Avventuroso», Нербіні, Флоренція, 1941/42, з 333 по 409 сс. (перший епізод: «Фанатик Наріта», другий епізод: «Мандрівний метеор», третій епізод: «Чорний грот»).